# كأس آيسلندا 2000
كأس آيسلندا 2000 هو موسم من كأس آيسلندا. أشرف على تنظيمه اتحاد آيسلندا لكرة القدم، وفاز فيه ابروتاباندلاج أكرانيس.